# ادیبتاهای
ادیبتاهای (به انگلیسی: Adibettahalli) در هند است که در کارناتاکا واقع شده‌است.